# Península de Falsterbo

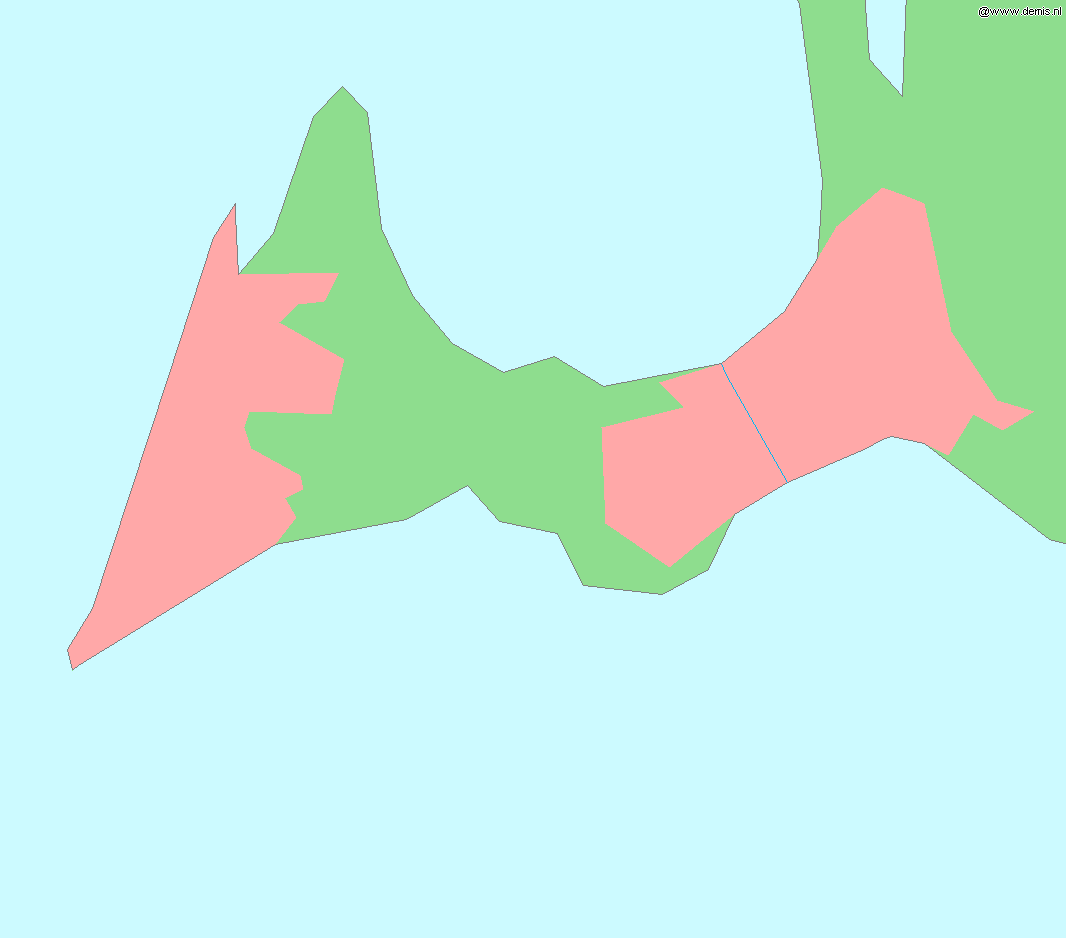
Mapa da península de Falsterbo
À esquerda: as localidades de Falsterbo e Skanör
À direita: As localidades de Ljunghusen e Höllviken, separadas pelo Canal de Falsterbo (Falsterbokanalen).

A Peninsula de Falsterbo – em sueco Falsterbonäset -  é uma peninsula da Suécia.
Está situada no extremo sudoeste do país, na província histórica da  Escânia.
Marca a separação entre as águas do Mar Báltico (a sul) e do Estreito de Öresund (a norte).
As duas cidades históricas de Falsterbo e Skanör acabaram por se fundir em 1754 na nova cidade de Skanör e Falsterbo (Skanör med Falsterbo).

O extremo sudoeste da península é um ponto de passagem anual de milhares de águias e outras aves de rapina a caminho do sul, nos meses de setembro e outubro. A sua linha costeira é frequentada por muitas focas.